# Globe Telecom
Globe Telecom est une entreprise philippine de télécommunications, fondée en 1935 à Manille. Il a son siège à Bonifacio Global City, Taguig.

## Histoire
Le 10 mai 2015, Disney Southeast Asia signe un contrat pluriannuel de vidéo à la demande avec Globe Telecom.
En mai 2016, PLDT et Globe Telecom annoncent l'acquisition des activités télécom de San Miguel Corporation pour 1,5 milliard de dollars.
Le 25 juin 2016, Globe Telecom signe un contrat de partenariat pour du contenu numérique avec 6 diffuseurs internationaux, Astro, Disney, Netflix, Smule (en), Sports Illustrated, Turner.